# 半次郎
『半次郎』（はんじろう）は、2010年10月9日公開の日本映画。

## 概要
幕末維新（幕末、戊辰戦争、明治維新、西南戦争）で活躍した中村半次郎こと桐野利秋の生涯を描いた大河ロマン映画。監督は『長州ファイブ』の五十嵐匠。クランクイン時の仮題は『半次郎 〜桐野利秋風伝〜』。
主演の榎木孝明は、自ら13年をかけて企画し、監督など主要スタッフの人選や制作費の調達についても積極的に働きかけている。ロケは鹿児島をはじめとして熊本や宮崎で約1か月にわたって行われ、薩摩藩士の子孫や地元住民や市からのエキストラや協賛金などによる多大な後援に支えられた。西南戦争の激戦地であった伊佐市では、9月11日・12日に先行プレミア上映が開催されている。ぴあ初日満足度ランキング（ぴあ映画生活調べ）では第7位に評価された。
キャッチコピーは「たとえ戦に負けても、犠牲を払うても、捨てちゃならんもんがある。」「オイどんが戦う意味は必ずや誰かに届く」。
中川大志のデビュー作でもある。

## ストーリー
薩摩の武士である中村半次郎は、西郷吉之助に願い出て上京する。剣の腕を見込まれたうえに大らかな人柄から、長州藩士の鮎川小次郎や薩摩藩士の永山弥一郎などが半次郎に魅了され、また村田屋の娘さとにも想いを通わせる。
戊辰戦争で薩摩軍を幕府軍から勝利を勝ち取り、明治政府の陸軍少将まで上り詰めた半次郎改め桐野利秋は、権力闘争に敗れた吉之助改め西郷隆盛と共に薩摩へ帰郷すると故郷の開墾に励むが、政府への不満で暴発する青年たちを見捨てられず、新政府に反旗を翻す。

## キャスト
- 中村半次郎 - 榎木孝明
- 永山弥一郎（薩摩藩士） - AKIRA (EXILE)
- 村田さと（伊兵衛の一人娘） - 白石美帆
- 別府晋介 - 津田寛治
- 村田新八 - 坂上忍
- 篠原国幹 - 永澤俊矢
- 辺見十郎太 - 広島光
- 大久保一蔵 - 北村有起哉
- 西郷吉之助 - 田中正次
- 常吉 - 田上晃吉
- ふく - 斉木のか
- 藤 - 雛形あきこ
- 鮎川小次郎（長州藩士） - 葛山信吾
- 村田屋伊兵衛（煙管屋） - 竜雷太
- 村田屋客（煙管屋） - 浅田晴香[注釈 3]
- 河野主一郎 - 冨家規政
- 野村忍介 - 犬山ヴィーノ
- 菅田俊、りりィ、篠井英介、宮本大誠、西田聖志郎、田村泰次郎、須賀貴匡、一條俊、中川大志、高杉真宙、荒木貴裕、沢井小次郎、武智健二、大塚達矢 ほか

## スタッフ
- 企画 - 榎木孝明
- プロデューサー - 坂上也寸志
- 監督 - 五十嵐匠
- 脚本 - 丸内敏治、西田直子
- 音楽 - 吉俣良
- 撮影 - 阪本善尚
- 美術 - 池谷仙克
- 照明 - 大久保武志
- 録音 - 武進
- 編集 - 川島章正
- アクションコーディネーター - 諸鍛冶裕太
- アクションクルー - ジャパンアクションエンタープライズ（青木哲也、前川貴紀、塚田知紀、大岩主弥、佐藤義夫、内藤俊一、伊藤教人、高田将司、中野高志、渡辺隼斗）
- 記録 - 宮下こずゑ
- 助監督 - 李潤午
- 特殊メイク - 飯田文江
- 特殊視覚効果 - 泉谷修
- 視覚効果制作 - 日本エフェクトセンター
- 現像 - 東映ラボ・テック
- ロケ協力 - 鹿児島フィルムオフィス、くまもとフィルムコミッション、天草フィルムコミッション、宮崎フィルムコミッション　ほか
- 後援 - 鹿児島市、伊佐市
- 推薦 - 鹿児島県
- 特別製作協力 - パナソニック、計測技術研究所、デジタルソフトラボ、フジノン、オリンパス
- 配給・制作プロダクション - ピーズ・インターナショナル
- 製作委員会メンバー - 健康の森、新日本科学、オフィス・タカ、ピーズ・インターナショナル

## 主題歌
- 平原綾香「ソルヴェイグの歌」
  - 「Greensleeves」のカップリング収録曲。